# John Baker (Bischof)
John Austin Baker (* 11. Januar 1928 in Birmingham; † 4. Juni 2014) war ein britischer anglikanischer Theologe und Hochschullehrer. Er war von 1982 bis 1993 Bischof von Salisbury in der Church of England.

## Werdegang
Baker wurde 1928 als Sohn von George Austin Baker und dessen Ehefrau Grace Edna Baker geboren. Er besuchte das Marlborough College. Er studierte am Oriel College der University of Oxford. Zur Vorbereitung auf das Priesteramt studierte er Theologie am Ripon Theological College in Cuddesdon in der Nähe von Oxford. 1954 wurde er zum Diakon geweiht; 1955 folgte die Priesterweihe. Seine Priesterlaufbahn begann er als Vikar (Curate) an der All Saint’s in Cuddesdon und an der St Anselm’s Church in Hatch End. Von 1959 bis 1973 war er Fellow, Kaplan (Chaplain) und Lektor (Lecturer) am Corpus Christi College der University of Oxford. Er war außerdem Dozent und Hochschullehrer am Brasenose College und am Lincoln College der University of Oxford. 1967 war er Gastprofessor am Trinity College in Hartford, Connecticut.
Ab 1973 war er bis zu seiner Erhebung zum Bischof Residenzkanoniker (Residential Canon; Domherr) an der Westminster Abbey. Von 1974 bis 1975 war er Gastprofessor (Visiting Professor) am King’s College London der University of London. Von 1978 bis 1982 war er Sub-Dekan (Sub-Dean) und „Lector Theologiae“ an der Westminster Abbey. Gleichzeitig war er Pfarrer (Rector) an der St Margaret’s Church in Westminster. Außerdem war er in dieser Zeit Kaplan (Chaplain) des Speakers des House of Commons (Speaker’s Chaplain).
1982 wurde er zum Bischof geweiht und als Nachfolger von George Reindorp, Bischof von Salisbury in der Church of England. 1993 ging er in den Ruhestand. Sein Nachfolger als Bischof von Salisbury wurde David Stancliffe. Ungeachtet seines Ruhestandes wirkte er seit 1994 als ehrenamtlicher Hilfsbischof (Honorary Assistant Bishop) in der Diözese von Winchester.
Baker war von 1967 bis 1981 und erneut von 1984 bis 1987 Mitglied der Doctrine Commission of the Church of England; von 1985 bis 1987 war er deren Vorsitzender (Chairman). Er war von 1983 bis 1987 Mitglied des Standing Committee der Generalsynode der Church of England sowie der Faith and Order Commission des World Council of Churches.
Baker gehörte in seiner Eigenschaft als Bischof von Salisbury von 1986 bis zu seinem Ruhestand im Jahre 1993 als Geistlicher Lord dem House of Lords an.
Baker verfasste mehrere Bücher zu religiösen und kirchenrechtlichen Themen. Er schrieb u. a. die Bücher The Foolishness of God (1970), Prophecy in the Church (1976) und The Whole Family of God (1981).
Baker war seit 1974 mit Gillian Mary Leach (MBE) verheiratet. Zu seinen Hobbys gehörten Reisen und Musik.